# Rhyacia roseoflava
Rhyacia roseoflava är en fjärilsart som beskrevs av Corti 1933. Rhyacia roseoflava ingår i släktet Rhyacia och familjen nattflyn. Inga underarter finns listade.